# These Arms Are Snakes
These Arms Are Snakes was een Amerikaanse posthardcore band die werd geformeerd in 2002 en bestond uit voormalige leden van Botch en Kill Sadie. Voordat ze in 2009 uit elkaar gingen, brachten ze de drie studioalbums Oxeneers or the Lion Sleeps When Its Antelope Go Home (2004), Easter (2006) en Tail Swallower and Dove (2008) uit. Voormalige leden van These Arms Are Snakes spelen momenteel in Russian Circles, Narrows, Minus the Bear, Crypts en Hooves. Ze toerde met de bands Minus the Bear, Big Business, Mastodon, Cursive, The Blood Brothers, Engine Down, Hot Water Music, Isis, Pelican, Chiodos en Against Me!.

## Bezetting
Laatste bezetting
- Chris Common (drums, 2005–2009)
- Brian Cook (basgitaar, gitaar, harmonium, microKORG, 2002–2009)
- Ryan Frederiksen (gitaar, microKORG, didgeridoo, 2002–2009)
- Steve Snere (zang, KAOSS pad, 2002–2009)

Voormalige leden
- Joe Preston (drums, 2002–2004)
- Jesse Robertson (keyboards, 2002–2004)
- Erin Tate (drums, 2004–2005)
- Ben Verellen (drums, 2005)

## Geschiedenis
De band werd geformeerd in 2002 als een vijftal met Steve Snere van Kill Sadie, Brian Cook van Botch en Ryan Frederiksen van Nineironspitfire, naast Joe Preston en Jesse Robertson. Ze kozen de naam These Arms Are Snakes als hun bandnaam, omdat het belachelijk was en niet echt klonk als elke andere bestaande bandnaam. De band kondigde aan, dat ze getekend hadden bij Jade Tree Records in maart 2003 en brachten hun debuut-ep This Is Meant to Hurt You uit op 19 augustus 2003. Dit was de enige publicatie met een fulltime toetsenist, aangezien Jesse Robertson de band in 2004 verliet na meningsverschillen over de touringstijl van de band. AllMusic beoordeelde de debuut-ep met drie van de vijf sterren en noemde de teksten slim en sluw. Ze gingen vanaf dit punt verder als een vierkoppige band. Voorafgaande aan het opnemen van hun vervolgalbum This Is Meant to Hurt You, verliet Joe Preston ook de band en werd vervangen door Erin Tate die in Kill Sadie speelde met Steve Snere en Minus the Bear. Preston en andere leden van These Arms Are Snakes kregen na een afscheidsshow een ongeluk met een semi-vrachtwagen.
Brian Cook speelde nog steeds af en toe keyboards gedurende de rest van het bestaan van de band. Volgens Ryan Frederiksen opende deze beweging meer ruimte op het podium, waardoor ze vrij over het hele podium konden lopen, wat een intensere liveshow mogelijk maakte. Door het verlies van Robertson konden These Arms Are Snakes zich concentreren op hun algehele geluid en uitgeklede, ruime arrangementen creëren. Deze veranderingen hadden invloed op hun debuut van volledige lengte Oxeneers or de Lion Sleeps When Its Antelope Go Home (vaak eenvoudiger aangeduid als The Lion Sleeps of Oxeneers), uitgebracht via Jade Tree Records in september 2004.
Ter ondersteuning van Oxeneers sloten These Arms Are Snakes zich aan bij de Totally Badical Tour met headliner Underoath en openers The Chariot, Hopesfall en Fear Before the March of Flames. De band werd tijdens deze tournee niet hartelijk ontvangen. Publiek kochten merchandise, maar volgens de band voelde dit meer als een leeg gebaar. De bandleden ondervonden ook wrijving tussen zichzelf en sommige andere bands tijdens de tournee. Underoath is samengesteld uit christelijke bandleden die openlijk hun gedachten over religie en politiek zouden uiten en vaak in strijd zouden zijn met de idealen van These Arms Are Snakes. These Arms Are Snakes volgden hun debuutalbum op met de split-ep Like a Virgin ep met de band Harkonen uit Seattle via Hydra Head Records. De ep bevatte twee nieuwe nummers van beide bands en één nummer, geschreven en uitgevoerd door beide bands. Dit zou de tweede en laatste publicatie zijn met drummer Erin Tate, die in 2005 werd vervangen door Ben Verellen, voordat hij op tournee ging met Minus the Bear. Een van de opgenomen nummers is Touched for the Very First Time in samenwerking met de band Harkonen.
Verellen verliet de band zonder uitleg in 2005 en werd al snel vervangen door drummer en producent Chris Common. Ben Verellen zou later toetreden tot Helms Alee en zijn eigen versterkerbedrijf Verellen Amplifiers oprichten. De eerdere conflicten van de band met Underoath zouden hun tweede studioalbum Easter, dat in 2006 via Jade Tree Records werd uitgebracht, losjes inspireren. Hoewel These Arms Are Snakes niet probeerden een openbare verklaring af te leggen over georganiseerde religie, waren thema's over religie (met name op Perpetual Bris) aanwezig. Een meer prominent lyrisch thema tijdens Pasen was zanger Steve Snere, die het grotere plaatje van leven en bestaan probeerde te onderzoeken. Eind 2006 toerde ze ter ondersteuning van hun nieuwe album met Thrice, Planes Mistaken for Stars, Mouth of the Architect en Young Widows. Begin 2007 deed These Arms Are Snakes een kleine headliner-tournee in Europa met verschillende bands en keerde terug naar Amerika om te openen voor Against Me! en Mastodon.
Voor hun derde studioalbum tekende These Arms Are Snakes bij Suicide Squeeze Records, een label dat de band veel beter ondersteunde dan hun vorige platenlabel Jade Tree Records. Over hun voormalige label prezen ze Suicide Squeeze's bejegening van de band en het vermogen om platen op de markt te brengen en te verkopen, naast dat ze bij meer bekende groepen zoals Minus the Bear zaten. Tail Swallower and Dove werd uitgebracht in oktober 2008. Het werd opnieuw geproduceerd door Chris Common en werd in slechts één maand opgenomen - de kortste opnameperiode van een album voor de band. Het album werd gezien als een afwijking van hun meer hardcore klinkende nummers met een meer experimentele benadering en had ook meer traditionele songstructuren. Tijdens deze periode hebben These Arms Are Snakes ook een aantal splitpublicaties uitgebracht. Ze brachten Pelican/These Arms Are Snakes uit, een splitpublicatie met Pelican via Hydra Head. Een limited-edition 12-inch split met Cooks zij-project Russian Circles werd op tournee uitgebracht en de split Meet Your Mayor/Future Gets Tense met Tropics werd ook in beperkte hoeveelheden gemaakt. De laatste publicatie van de band voor de ontbinding was een splitsingle met All the Saints, die oorspronkelijk werd uitgebracht als een limited-edition 7-inch vinyl via Touch and Go Records, maar later werd uitgebracht als digitale download. Hun bijgedragen nummer Washburn werd opgenomen tijdens de Tail Swallower and Dove sessies.
Ook in 2009 kondigde de band aan dat ze nummers hadden opgenomen voor een split met Minus the Bear en een album met compilatiehoezen ter ere van In Utero van Nirvana, waarvan beide niet werden uitgebracht op het moment dat de band uit elkaar ging. Na zeven jaar van uitgebreide vertragingen en juridisch gekibbel zou Robotic Empire In Utero, in Tribute, in Entirety uitbrengen bij Record Store Day 2014, met de cover van These Arms Are Snakes van Heart-Shaped Box van Nirvana. De split-ep met Minus the Bear bleef uit, dus besloot de band het nummer dat voor die publicatie bedoeld was - een cover van het nummer Energy Drink and the Long Walk Home van Lost Sound - te gebruiken voor een split-publicatie met The Coathangers, die in december 2014 werd uitgebracht. Cook zei dat hij dacht dat, met uitzondering van een demo met vier nummers die was opgenomen vóór This Is Meant to Hurt You, de cover van Lost Sounds het laatste, maar nog niet uitgebrachte materiaal was van These Arms Are Snakes. These Arms Are Snakes hebben op 29 december 2016 een eenmalige geheime reünieshow in Seattle uitgevoerd.

## Discografie

### Studioalbums
- 2004: Oxeneers or the Lion Sleeps When Its Antelope Go Home (Jade Tree Records)
- 2006: Easter (Jade Tree Records)
- 2008: Tail Swallower and Dove (Suicide Squeeze)

### Ep's
- 2003: This Is Meant to Hurt You (Jade Tree Records)

### Split albums
- 2005: Like a Virgin (split met Harkonen) (Hydra Head)
- 2008: PLCN/TAAS (split met Pelican) (Hydra Head)
- 2008: Russian Circles / These Arms Are Snakes 12" (split met Russian Circles) (Sargent House)
- 2008: Meet Your Mayor / Future Gets Tense 7" (split met Tropics) (We-Be)
- 2009: All the Saints / These Arms Are Snakes 7" (split met All the Saints) (Touch and Go Records)
- 2014: The Coathangers / These Arms Are Snakes (split met The Coathangers) (Suicide Squeeze)

### Singles
- 2006:Good Friday 7" (Suicide Squeeze)

### Muziekvideo's
- 2006:	Horse Girl
- 2009:	Red Line Season

### Andere bijdragen
- 2006:	Old Paradise (Suicide Squeeze)
- 2014:	Heart-Shaped Box (Robotic Empire)